# 차기석
차기석(車奇錫, 1986년 12월 26일 ~ 2021년 7월 13일)은 대한민국의 전 축구선수로서 포지션은 골키퍼였다

## 학력
- 포항제철동초등학교
- 포항제철중학교 (전학)
- 경신중학교
- 서울체육고등학교
- 연세대학교

## 클럽 경력
차기석은 2003년 FIFA U-17 세계 축구 선수권 대회에서 각광받았다. 그는 2005년 전남 드래곤즈에 입단하였고 이 해에 만성신부전증으로 인해 아버지의 한 쪽 신장을 받는 신장이식수술을 받았다.
그는 다음 해 전남 드래곤즈 2군 경기에 돌아왔으나 병이 재발하면서 팀에서 방출당하였다. 그는 작은 아버지의 신장을 이식받은 후 2009년 K3리그의 경주 시민축구단에 입단하였다. 그는 그 해 자신을 원하는 부천 FC 1995에 입단하였고, 99번을 달았다. 2010년 7월 17일 춘천 시민축구단과의 경기에서 후반 90분 직접 득점에 성공했다.

## 수상

### 개인
- 2002년 제10회 U-17 AFC 선정 아시아선수권 MVP: 2002